# Maarten van der Weijden
Maarten van der Weijden (Alkmaar, 31 maart 1981) is een Nederlands zwemmer. Hij is een voormalig olympisch kampioen en wereldkampioen bij het openwaterzwemmen. Indoor behaalde hij diverse nationale titels. In 2019 heeft hij als eerste persoon ooit de 196 km lange Elfstedentocht succesvol zwemmend afgelegd. Hij deed dit binnen 75 uur. 

## Biografie
Van der Weijden won tijdens het NK in 1998 zijn eerste gouden medaille op de 1500 meter. In 1999 won hij er twee (de 400 en de 1500 meter) en in 2000 drie (400, 800 en 1500 meter). In datzelfde jaar werd hij bij het WK open water in Hawaï negende.
Begin 2001 kreeg hij, na voor vreemde klachten als dubbelzien en benauwdheid te zijn onderzocht, te horen dat hij acute lymfatische leukemie had. Hij verbleef een half jaar in het ziekenhuis en onderging vier chemokuren en een stamceltransplantatie. Uiteindelijk duurde het hele proces ruim twee jaar. Na vier jaar werd hij uiteindelijk volledig genezen verklaard.
Hij pakte het zwemmen weer op en werd meteen Nederlands kampioen op de 800 meter vrije slag. Ook zwom hij in 2004 in een recordtijd van 4:20.48 uur het IJsselmeer over. Met deze actie zamelde hij 20.000 euro in voor KWF Kankerbestrijding.
Eveneens in 2004 behaalde hij zijn bachelor-diploma Wiskunde aan de Universiteit Utrecht.
In 2006 stapte Van der Weijden op initiatief van Pieter van den Hoogenband over naar het Nationaal Zweminstituut Eindhoven. Op 16 februari 2008 verbeterde hij het Nederlands record op de 5 km naar 54 minuten en zes seconden. Hij bleef hiermee zes seconden onder zijn eigen oude Nederlands record van een jaar eerder. Op de Europese kampioenschappen behaalde hij voor het eerst een medaille op een titeltoernooi: zilver op de 10 km open water.
Op het WK zwemmen 2008 in Sevilla won hij een bronzen medaille bij het onderdeel 5 km openwaterzwemmen en een gouden medaille bij het 25 km openwaterzwemmen. Op de 10 km werd hij vierde, waarmee hij zich kwalificeerde voor de Olympische Spelen van 2008 in Peking. Op 12 mei 2008 was hij te gast bij het televisieprogramma Holland Sport en vertelde hierbij hoe hij ter voorbereiding voor de Spelen het grootste gedeelte van zijn tijd doorbrengt in een hoogtetent.
Op 21 augustus 2008 won hij op de Olympische Spelen in Peking het goud op de 10 km openwaterzwemmen. Hij pakte deze olympische titel in een tijd van 1:51.51,6. Op 24 augustus 2008 mocht hij tijdens de sluitingsceremonie van de Olympische Spelen de vlag dragen namens Nederland.
Op 16 december 2008 maakte Van der Weijden bekend te stoppen met zwemmen. Hij zei dit tijdens zijn speech die hij gaf toen hij tot Sportman van het Jaar 2008 was uitgeroepen: "Nu ik heb kunnen laten zien wat er allemaal mogelijk is na kanker, is de cirkel rond." Hij gaf aan geen slaaf meer te willen zijn van zijn eigen prestatiedrang. Hij blijft zich inzetten voor de strijd tegen kanker.
Van der Weijden bracht eind augustus 2009 een autobiografie uit, getiteld BETER. Het boek belandde vrijwel direct in de boeken-toptien.
Op 22-23 mei 2017 deed Van der Weijden in Amsterdam een poging het wereldrecord 24 uur zwemmen te breken. Hij voltooide de non-stop zwemmarathon, maar slaagde er niet in het record van 102 kilometer te breken. Hij kwam in 24 uur tot 99,5 kilometer. Met zijn sportieve prestatie haalde hij 8500 euro op ten behoeve van onderzoek naar kanker. Eveneens in 2017 voltooide hij een dubbele kanaaloversteek in 19 uur en 4 minuten.
In maart 2018 lukte het hem wel om het wereldrecord te verbreken, hij zwom 102,8 kilometer in 24 uur. Aansluitend zwom hij nog 12 uur om te trainen voor augustus van dat jaar, waarin hij de route van de Elfstedentocht, circa 200 kilometer, zwemmend wilde afleggen voor het goede doel.

### 11stedenzwemtocht

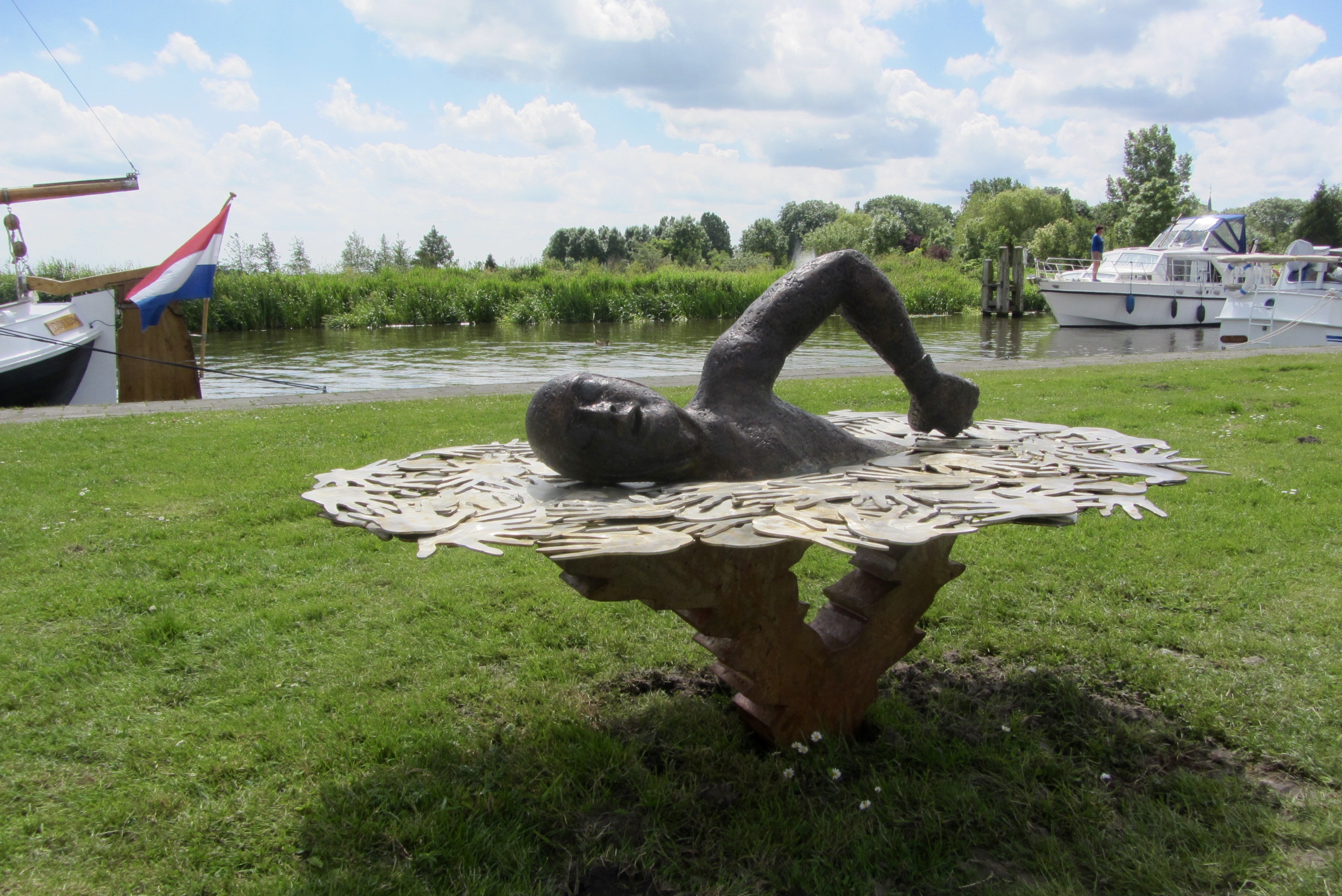
Beeld van Maarten in Birdaard waar hij in 2018 zijn zwemtocht staakte, gemaakt door Hans Jouta.

in 2023 deed hij een 11stedentriatlon. Dit was een jaar eerder al een keer gedaan door triatleet Stefan van der Pal uit Leeuwarden. Hij haalde hiermee geld op de Stichting Semmy die zich inzette voor hersenkanker. Maarten deed dit om geld op te halen voor kankeronderzoek. In tegenstelling tot Stefan van der Pal die het laatste deel hardlopend aflegde, deed Maarten dit wandelend.

## Privéleven
Van der Weijden is gescheiden en vader van twee dochters. Hij liet zich als lijstduwer op de kieslijst van de VVD plaatsen voor de Tweede Kamerverkiezingen 2017, 2021 en 2023.

## Titels
- Olympisch kampioen 10 km open water - 2008
- Wereldkampioen 25 km open water - 2008
- Nederlands kampioen 400 m vrij - 2000
- Nederlands kampioen 800 m vrij - 2003, 2004
- Nederlands kampioen 1500 m vrij - 1998, 1999, 2000, 2003
- Nederlands kampioen korte baan 400 m vrij - 1999, 2005
- Nederlands kampioen korte baan 1500 m vrij - 1998
- Nederlands kampioen open water 5 km - 2000
- Nederlands kampioen open water marathon - 2004

## Nederlandse records
- 5000 m - 54,12.23 (Eindhoven, 5 januari 2007)
- 1500 m - 14,59.15 (Triëst, 10 december 2005)

## Persoonlijke records
| Onderdeel         | Tijd 25 m bad | Tijd 50 m bad |
| ----------------- | ------------- | ------------- |
| 400 m vrije slag  | 3.51,94       | 4.02,50       |
| 800 m vrije slag  | 8.00,11       | 8.16,28       |
| 1500 m vrije slag | 14.59,13      | 15.41,07      |
| 400 m wisselslag  | 4.28,32       | –             |

## Belangrijkste prestaties
1997
- 8e EYOD in Lissabon 200 m vrij
- 8e EYOD in Lissabon 400 m vrij

1998
- NK 1500 m vrij

1999
- NK 400 m vrij en 1500 m vrij
- 8e EK jeugd in Moskou 400 m individual medley
- 9e EK jeugd in Moskou 400 m vrij
- 10e EK jeugd in Moskou 1500 m vrij

2000
- NK 400 m vrij, 1500 m vrij en 5 km open water
- 10e WK in Honolulu 5 km open water
- 9e WK in Honolulu 10 km open water

2001 en 2002
- Geen resultaten vanwege zijn ziekte en de behandeling

2003
- NK 800 m vrij en 1500 m vrij
- 16e WK in Barcelona 5 km open water
- 15e WK in Barcelona 10 km open water

2004
- NK 800 m vrij
- IJsselmeermarathon Stavoren - Medemblik 25 km open water
- 7e WK in Dubai 25 km open water
- 7e WK in Dubai 10 km open water
- 12e EK in Wenen 1500 m vrij
- Nederlands record 800 m vrij

2005
- NK 400 m vrij en 1500 m vrij.
- Wereldbeker in Caïro 10 km open water
- Wereldbeker in Fujeirah 10 km open water
- Wereldbeker in Dubai 10 km open water
- 5e WK in Montreal 10 km open water
- 6e WK in Montreal 25 km open water
- 12e EK korte baan in Triëst 1500 m vrij
- Nederlands record 1500 m vrij

2006
- EK in Boedapest-Balaton 10 km open water.
- 8e EK in Boedapest-Balaton 25 km open water.
- 5e WK 10 km open water
- 6e WK 25 km open water

2007
- 7e WK 10 km open water
- Nederlands record 5000 m

2008
- WK 5 km open water
- 4e WK 10 km open water
- WK 25 km open water
- Olympische Zomerspelen 10 km open water

2018
- Wereldrecord 24 uur zwemmen (102,8 km)[10]

2019
- 24 juni 2019 de Elfstedentocht (195 km) als eerste uitgezwommen.

2023
- Als tweede ooit de elfstedentriatlon afgelegd.